# تاریخ بصره

## هزاره اول

### زمان تأسیس: سال ۶۳۶
زیستگاهی قدیمی‌تر توسط یک سریانی به نام پرت دی مایشان در همسایگی نزدیک شناخته شده‌است. شهر کنونی در سال ۶۳۶ به عنوان یک اردوگاه و پادگان برای مردان عرب ایلیاتی که ارتش امیر عمر بن خطاب را تشکیل می‌دادند، در چند مایلی جنوب شهر کنونی تأسیس شد؛ جایی که محل آن را هنوز یک گفته مشخص می‌کند. در زمان شکست نیروهای ساسانی در آنجا، فرمانده مسلمان اتبع ابن غزوان ابتدا اردوگاهی را همانجا بر روی محل یک زیستگاه قدیمی‌تر پارسیان (که واهستاباد ارداسیر نامیده می‌شد) برپا نمود، که به واسطهٔ هجوم اعراب ویران شد نام ال–بصره، که در زبان عربی به معنای «دیده بانی برفراز» یا «دیدن هرچیزی»، به جهت نقش بصره به عنوان یک پایگاه نظامی در برابر پادشاهی ساسانی به آن داده شده‌است. به هر حال دیگر منابع می‌گویند مبدأ پیدایش نام آن از کلمه فارسی بس – راه یا بسوراه به معنای «جائی که بسیاری راه‌ها به یکدیگر می‌رسند» می‌باشد

### سال ۶۳۹:ابو موسی ال – اشعری
عمر این اردوگاه را به عنوان شهری با پنج ناحیه بنا نمود و ابو موسی ال – اشعری را به عنوان اولین فرماندار آن گمارد. ابو موسی فتح خوزستان را از سال ۶۳۹ تا سال ۶۴۲ رهبری نمود. پس از این عمر به او دستور کمک به عثمان ابن العس را داد، سپس با ایران از یک منطقه شرقی تر جدید «مصر» در توواج به جنگ پرداخت.

### سال ۶۵۰: عبدالله بن عمیر
در سال ۶۵۰، امیر عثمان مرز فارسی را مجدداً سازمان داد، عبداله ابن عمیر را به عنوان فرماندار بصره منصوب نموده، و جناح جنوبی تهاجم را تحت مسئولیت بصره قرار داد. ابن عمیر قوای خویش را تا پیروزی نهائی ایشان بر یزدگرد سوم، پادشاه پارسی رهبری نمود. در نتیجه بصره نزاعهائی چند با عثمان داشت و بنابراین در سال ۶۵۶ چند مرد را به نمایندگی در برابر او فرستاد. در قتل عثمان، بصره به رسمیت شناختن علی ابن ابوطالب را رد نموده، در عوض به حمایت از حکومت اشرافی مکه که در آن هنگام توسط عایشه، ال – زبیر، و طلحه رهبری شد پرداخت. علی این قوا را در جنگ جمل شکست داد.

### ۶؟: عثمان ابن حنیف
امام علی در ابتدا عثمان ابن حنیف و سپس عبدالله ابن‌عباس را به عنوان فرماندار بصره منصوب نمود. این مردان شهر را تا اواخر عمر در سال ۶۶۱برای علی نگاهداری نمودند.

### سال ۶۶۱: عبدالله بنی امیه‌ای
سفیانی‌ها بصره را تا مرگ یزید در سال ۶۸۳ در دست داشتند. اولین فرماندار ایشان یک بنی امیه‌ای به نام عبدالله بود، کسی که ثابت کرد ارتشبدی بزرگ می‌باشد (تحت فرماندهی او، کابل مجبور به پرداخت خراج شد) اما شهرداری ضعیف بود.

### سال ۶۶۱: زیاد ابن ابوسفیان
در سال ۶۶۴ معاویه او را با زیاد ابن ابو سفیان که اغلب «ابن ابیهی» (پسری از خود او دارای پدری ناشناخته)" نامیده می‌شد، تعویض نمود، که به جهت روش‌های بی‌رحمانه‌اش در نظم عمومی مشهور شد.

### سال ۶۷۳: عبیدالله ابن زیاد
به علت مرگ زیاد در سال ۶۷۳، پسر او عبیدالله ابن زیاد فرماندار شد. در سال ۶۸۰، یزید اول به عبیدالله فرمان برقراری نظم در کوفه را در واکنش عمومی آنجا نسبت به حسین ابن علی داد؛ امام حسین پیش از این به‌سرعت از شهر خارج شده بودند، بنابراین عبیدالله پسر عموی او مسلم ابن عقیل را اعدام نمود. (مترجم: مسلم به عنوان سفیر امام حسین و قبل از ایشان به کوفه فرستاده شده بودند که عبیدالله ایشان را شهید کرد)

### سال ۶۴۸: عبدالله ابن الحریث
در سال ۶۸۳، عبدالله ابن زبیر به عنوان خلیفه جدید در حجاز اعلام شد. در سال ۶۸۴ اهالی بصره عبیدالله را مجبور به پناه دادن به مسعود العضدی نموده و عبدالله ابن الحریث را به عنوان فرماندار خود برگزیدند. ابن الحریث به‌سرعت دعوی ابن ال – زبیر را تصدیق نموده، و مسعود اقدامی نابهنگام و مهلک بابت عبیدالله انجام داد، و بنابراین عبیدالله مجبور به فرار شد.
ابن الحریث سال خویش را صرف اشتغال به سعی در خواباندن شورش خارجیت نفیع ابن الرزاق در خوزستان نمود. عرف اسلامی او را به عنوان بیگانه سست و فاسد در خانه محکوم نموده، اما به علت ماهیت عقیده و نمازخوان بودن او را می‌ستاید.

### سال ۶۴۸: عمر ابن عبیدالله
در سال ۶۸۵، ابن ال – زبیر نیاز به مردی اهل عمل داشت، بنابراین عمر ابن عبیدالله ابن معمر را منصوب نمود

### سال ۶۸۴: مصعب ابن ال – زبیر
در نهایت ابن ال-زبیر برادر خود مصعب را منصوب نمود. در سال ۶۸۶، مختار به خون خواهی حسین بن علی در کوفه قیام کرد، و در جنگی نزدیکی شهر موصل به کار عبیدالله ابن زیاد پایان داد. در سال ۶۸۷، مصعب او را به کمک کوفی‌هائی که به مختار خیانت کرده بودند شکست داد

### سال ۶۸۴: ال – حجاج
عبدالمالک بصره را در سال ۶۹۱ دوباره فتح نمود، و بصره در طول زمان تمرد ابن اشعث از سال ۶۹۹–۷۰۲ به فرماندار خویش الحجاج وفادار باقی ماند. به هر حال بصره از تمرد یزید ابن ال – محلب در برابر یزید دوم در طی سال ۷۲۰ حمایت کرد. در سال ۷۴۰، بصره به سود السفاح (از عباسیان) سقوط نمود.

## هزاره دوم

### سال ۱۶۶۸: امپراتوری عثمانی
طی مدت زمانی طولانی تا زمانی‌که به وسیلهٔ امپراتور عثمانی در سال ۱۶۶۸ تسخبر شد،
یک مرکز آباد تجاری و فرهنگی بود، پس از این از اهمیت آن کاسته شد، اما توسط ترک‌ها و فارس‌ها مورد جنگ واقع شد و صحنه تکرار سعی و تلاش‌ها در مقاومت شد.

### سال ۱۹۱۱: امپراتوری عثمانی
در سال ۱۹۱۱، «دائرةالمعارف بریتانیکا» گزارش کرد که برخی یهودیان و تعداد کمی مسیحی در بصره زندگی می‌کنند، اما غیر از افسران عثمانی هیچ ترکی زندگی نمی‌کند. «نقیب» یا سردسته طبقه نجبا (مثل اولاد خاندان پیامبر، کسانی که به پوشیدن عمامه سبز رنگ ملقب شده بودند)، ثروتمندترین و بانفوذ قدرت‌ترین شخصیت در بصره بود. در سال ۱۸۸۴ عثمانی‌ها به فشار داخلی شیعیان جنوب به واسطهٔ جداسازی مرزهای جنوبی ولایت بغداد و ایجاد یک ولایت جدید از بصره پاسخ دادند.

### سال ۱۹۱۴: جنگ جهانی اول
پس از نزاع بصره در سال (۱۹۱۴) در طی جنگ جهانی اول توسط انگلستان اشغال شد. کارهای طراحی شده توسط آقای جرج بوچانان، بندر را به طرز نوین درآورد، و بصره بندر اصلی عراق شد.

### در سال ۱۹۳۹: جنگ جهانی دوم
در طی جنگ جهانی دوم بندری کاملاً مهم بود که بسیاری از کالاها و تدارکات از طریق آن توسط دیگر متحدانش به روسیه فرستاده شد. در پایان جنگ جهانی دوم جمعبت در حدود ۹۳۰۰۰- نفر بود.

### سال ۱۹۴۵–۱۹۹۰: زمان صلح و جنگ ایران و عراق
دانشگاه بصره در سال ۱۹۶۷ تأسیس شد.
تا سال ۱۹۷۷ جمعیت این شهر به حدی بالا و در حدود ۵/۱ میلیون نفر رسیده بود. در طی جنگ ایران و عراق میزان جمعیت کاهش پیدا کرد. دراواخر سال ۱۹۸۰ تا زیر ۹۰۰۰۰۰ نفر رسید، ممکن است در طی بدترین شرایط جنگ به یک حد پائینی تنها بالای ۴۰۰۰۰۰ نفر رسیده باشد، شهر بارها توسط ایران گلوله‌باران شد و و محل بسیاری از نزاع‌های سهمگین، همچون عملیات رمضان بود، اما سقوط نکرد.

### سال ۱۹۹۱: جنگ خلیج فارس
پس از اولین جنگ خلیج فارس در سال ۱۹۹۱ بصره مکان شورشی گسترده در برابر صدام حسین بود، که با کشتار و خرابی بسیاری (که به شهر ضربه وارد کرد) سرکوب شد.

### سال ۱۹۹۹: دومین شورش
دومین شورش در سال ۱۹۹۹ منتج به توقیف عده کثیری در داخل و اطراف بصره شد، متعاقباً دولت عراق عمداً از شهر غفلت نمود و بیشتر تجارت‌ها به ام قصر معطوف شد. این سواستفاده‌های ذکر شده جهت نمایاندن جمله اتهامات در برابر رژیم قبلی جهت در نظر گرفته شدن توسط دیوان عالی عراق اقامه شده به وسیلهٔ دولت موقت عراق متعاقب تهاجم سال ۲۰۰۳ می‌باشند.

## هزاره سوم
کارگران در صنعت نفت بصره در سازمانی گسترده و منازعات کارگری گرفتار شده‌اند. آن‌ها در اوت سال ۲۰۰۳ یک اعتصاب دو روزه برگزار نمودند، و در ژوئن میلادی یک هسته مرکزی مستقل تشکیل دادند؛ اتحادیه کل کارگران نفت (جی یو او ای). اتحادیه در ژوئیه ۲۰۰۵ یک اعتصاب یک روزه برگزار کرد، و به‌طور عمومی طرح‌هایی را جهت خصوصی کردن صنعت ارائه داد.

### سال ۲۰۰۳:جنگ عراق و اشغال
در تهاجم سال ۲۰۰۳به عراق، از ابتدای مارس تا انتهای ماه مه سال ۲۰۰۳، حومه بصره صحنه نزاعی سنگین بود. نیروهای بریتانیایی، توسط ائتلافی از هفتمین تیپ مسلح انگلیسی هفتمین تیپ مسلح رهبری شد، در ۶ آوریل سال ۲۰۰۳ شهر گرفته شد. این شهر در طی تهاجم به عراق در سال ۲۰۰۳، اولین مکان توقف آمریکا و بریتانیا بود.

### سال ۲۰۰۴: بمب‌گذاری در ماشین
در ۲۱ آوریل سال ۲۰۰۴، انفجارهای بمب در میان شهر به صدا درآمده فضای شهر را شکافته، تعداد قابل توجهی از مردم را کشت. بخش چند ملیتی (جنوب – شرق) (عراق)، تحت فرمان بریتانیایی‌ها، به‌طور جاری متعهد امنیت و ثبات نیروهای اعزامی صلح به فرمانداری بصره و نواحی اطراف شد.

### سال ۲۰۰۵

#### ژانویه: انتخابات
علی‌رغم ضدیت سنی‌های عراقی و کردهای مادی تر، گزارش داده شده‌است گروه‌های سیاسی وایدئولوژی آن‌ها که در بصره قدرت دارند ارتباطات نزدیکی با احزاب سیاسی پیشین در قدرت در حکومت عراق، دارند. در انتخابات ژانویه سال ۲۰۰۵ چند سیاستمدار افراطی، که توسط احزاب مذهبی حمایت می‌شدند، قدرت را به دست آوردند.

#### منازعات داخلی
تا نیمه اول سال ۲۰۰۵، بصره به عنوان یک هسته مرکزی رویارویی‌های فرهنگ عراقی عامه و مسلمانان شیعه مورد توجه واقع شده بود در مارس ۲۰۰۵، گروهی از دانشجویان دانشگاه بصره جهت نواختن موسیقی و رقصیدن، و به جهت سرگرم شدن به آنچه که روابط بدون قید میان زن و مرد تصور می‌شود مورد ضرب و شتم قرار گرفتند. تصاویر ویدئویی اخیرالذکر که درست پیش از زد و خورد گرفته شده نشان می‌دهد که مردان با یکدیگر می‌رقصیده‌اند، و زنان در کناری ایستاده بودند.
افراد شبه نظامی، احتمالاً از نظامیان مهدی از مقتدی صدر چند دانشجو را زده، و یک زن جوان را چنان به‌شدت زدند که گزارش شده‌است که بینایی خویش را از دست داده‌است. بر خلاف گزارش‌های اخیر، هیچ دانشجوئی عملاً نمرده‌است. یکی از بحث‌ها راجع به این ماجرا این بود که افراد پلیس عراقی (آی پی‌ها) ایستادند بدون اینکه کاری انجام دهند. این در بصره کاملاعادی بوده و باقی است، هر دو به دلیل این که به‌شدت در داخل پلیس عراق توسط گروه‌های شبه نظامی گوناگون نفوذ وجود دارد، و عمل به تنهائی یا در قالب گروه‌های کوچک بی‌نهایت برای افراد پلیس خطرناک می‌باشد.
طرفداران مقتدی صدر فعالیت‌های شبه نظامیان را مورد ستایش قرار داده‌اند نواختن موسیقی و فروشگاه‌های لوازم موسیقی غالباً هدف گروه‌های شیعه می‌باشد، کسانی که معتقدند موسیقی مخالف اصول اسلام است. چند فروشگاه لوازم موسیقی بمب‌گذاری شده‌است.

#### ماه اوت: استیون وینسنت
در سوم اوت سال ۲۰۰۵، یک روزنامه‌نگار آمریکایی در بصره به قتل رسید. استیون وینسنت نویسنده‌ای آزاد برای نیویورک تایمز و کریستین ساینس مانیتور بود و در آن زمان به صورت ناشناس در بصره فعالیت می‌کرد. او کتابی دربارهٔ تاریخ بصره می‌نوشت و با افراد محلی مصاحبه می‌کرد. او و مترجمش توسط افرادی که اعتقاد بر این بود احتمالاً از افراد نیروی پلیس عراقی باشند، ربوده شدند. صبح بسیار زود روز بعد، او را مرده یافتند، سه گلوله به او اصابت کرده بود. مترجم او زنده مانده بود، رها شده بود تا بمیرد. چند روز پیش از آن آقای وینسنت مقاله‌ای بسیار هشدار دهنده راجع به فساد و نفوذ شبه نظامیان در دولت محلی و نیروی پلیس بصره در نیویورک تایمز منتشر کرده بود.

#### سپتامبر: نزاع بریتانیا با پلیس عراقی
در ادامه تعقیب یک ماشین دو سرباز بریتانیایی در بصره توسط پلیس عراقی دستگیر شدند. مقامات رسمی پلیس آن‌ها را به کشتن یک پلیس و مجروح کردن دیگری در حالی که ملبس به لباس غیرنظامیان بودند کردند. طبق گزارش‌ها دو سرباز پس از قرار گرفتن در دسترس پلیس عراقی، به روی پلیس آتش گشودند، پس از این که آن‌ها توقیف شدند که باعث بروز درگیری هائی شد که در آن دو خودرو زرهی مورد حمله قرار گرفتند. بنا به گزارش واصله دو غیرنظامی کشته شده و سه سرباز بریتانیایی مجروح شدند. توقیف دو مقام بلندپایه ارتش مهدی مقتدی صدر بازداشت‌هایی را در پی داشت.
مقامات رسمی وزارت دفاع بریتانیا جهت تأمین هدف آزادی مردان، که طبق گزارش‌ها تحت پوشش کار می‌کردند، اصرار به مذاکره با مقامات عراقی داشتند. عضو ارتش بریتانیا که در عکس‌های مربوطه زخمی به نظر می‌رسید، تنها جهت جراحت‌های جزئی مورد درمان قرار گرفت. اما آن‌ها اعتراف کردند که در حالیکه نیروهای بریتانیایی سعی در «دستگیری» مردان داشتند، یک دیوار منفجر شده‌است. به هرحال، منابع داخلی وابسته به وزارت خارجه به عراق گفتند در عملیات نجات، شش تانک جهت درهم شکستن دیوار مورد استفاده قرار گرفته‌اند. شاهدان به آسوشیتد پرس گفتند در طی عملیات حدود ۱۵۰ زندانی فرار کردند؛ مقامات رسمی عراقی اخیراً فرار هر زندانی را تکذیب کردند.
دو خودرو زرهی مورد تعقیب مبارزان مسلح بریتانیایی که توسط بمب‌های بنزینی متعدد در تصادمات مورد اصابت گلوله قرار گرفت، به ایستگاه پلیس جایی که سربازان نگهداری می‌شدند فرستاده شدند. مقامات رسمی بریتانیا این موضوع را اعلام نکردند که دو مرد تحت پوشش انجام می‌شده‌است. جمعیت معترضان خشمگین بمب‌های بنزینی و سنگهائی پرتاب کردند که موجب مجروح شدن سه نظامی و چند غیرنظامی شد. تصاویر تلویزیونی سربازان را در میان ادوات جنگی در حال بالا رفتن از یکی از ای اف وی‌های شعله‌ور و نجات خودشان نشان می‌دهد. به عبارتی، وزیر دفاع جان رید بریتانیا اظهار داشت سربازانی که از خودروها فرارکردند جهت جراحت‌های جزئی درمان شدند. آقای رید افزود که مطمئن نیست چه چیزی باعث آشوب شده بود. این مقام سیاسی افزود «ما جهت کمک به حکومت عراقی به اعزام نیرو ادامه خواهیم داد برای یک مدت طولانی آنان تشخیص خواهند داد که حضور یک ائتلاف جهت تأمین امنیت لازم است،». گزارش‌های اخیر خبرگزاری وزارت دفاع بریتانیا اظهار داشت سربازان علی‌رغم دستورات وزارت داخله عراق، توسط افراد پلیس عراقی به دست شورشیان عراقی افتادند. از آنجایی که نیروهای پلیس در استان بصره به نفوذ شدید توسط شبه نظامیان معروف شده‌اند این گزارش کلاً عین حقیقت می‌باشد. سطح نفوذ آنقدر بالا بود که حتی ایستگاه‌های پلیس اختصاصی جهت گروه‌های خاص، بیشتر گروه‌های بدر مجلس اعلای انقلاب عراق (اس سی آی آر آی) یا شاخه بصری شبه نظامیان مهدی مقتدی صدر، خویشاوندی‌ها را حفظ کرده بودند. تیم کولینز، فرمانده سابق یگان‌های عراق، حادثه ازدحام جمعیت را همچون یک «شب شلوغ در بلفاست توصیف کرد»

### سال ۲۰۰۶

#### فوریه: بریتانیایی‌ها نوجوانان را مورد ضرب و شتم قرار دادند
در فوریه سال ۲۰۰۶ نمایش ویدئویی گروهی از سربازان بریتانیایی در حال زدن چند نوجوان عراقی روی اینترنت، و کمی بعد، روی شبکه‌های تلویزیونی مهم  دنیا منتشر شد.